# 桅杆

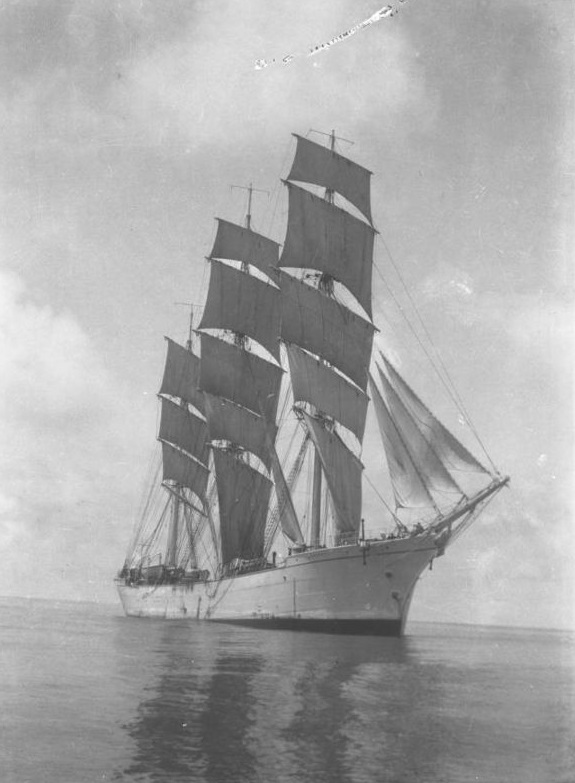
三桅的訓練船Mersey

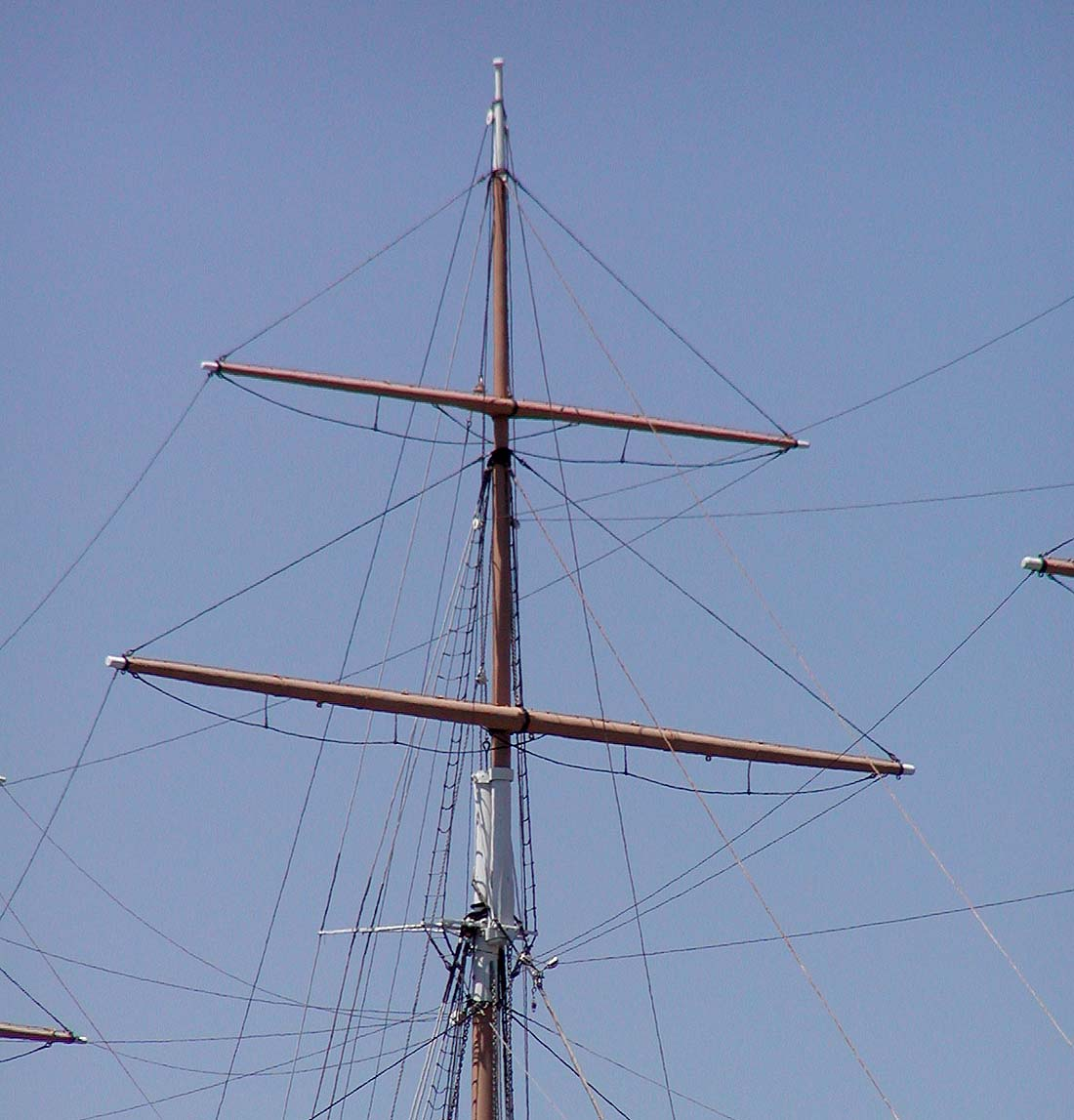
主桅的上桅

桅杆，又稱桅、檣，是船上直立的桿、柱狀物。其作用包括支持帆、長臂起重機，其高度也可以作為航行燈、瞭望台、海事旗旗語、火控系统、天线或是信號燈。大型帆船會有多個桅杆，數量及大小會隨船隻種類而不同。幾乎所有帆船的桅杆都是拉線式。
在十九世紀之前，桅杆是由一根或是多根原木製成，一般會用松柏類的樹。自十六世紀起，船隻的大小需要很高且很粗的桅杆，已無法用單一根原木製成。在這些大型帆船中，桅杆有相當的高度，會分成四段，從甲板往上分別是下桅（lower mast）、中桅（top mast）、上桅（topgallant mast）及頂桅（royal mast）。為了讓下桅夠粗，需要用數根原木組成下桅。
帆船時代結束後，機動船上的桅桿用於安裝雷達或通信天線等器具。

## 名詞
針對橫帆的全帆装船，從船首到船尾各桅杆的名稱如下 ;
- Sprit topmast（英语：Sprit topmast）：在船首斜桅（bowsprit）後方的小桅杆（在18世紀後已不使用），在計算船的桅杆時（如双桅船、三桅船），多半不會計算此桅杆。
- 前桅（Fore-mast）：最靠近船首的桅杆，也是在主桅前面的桅杆[3]。 因為這是最前面的桅杆，也有可能會裝在船首斜桅的位置。
  - 分段：fore-mast lower、fore topmast、 fore topgallant mast
- 主桅（Main-mast）：最高的桅杆，一般會裝在船的中央。
  - 分段：main-mast lower、main topmast、main topgallant mast、royal mast (if fitted)
- 後桅（Mizzen-mast）：最後方的桅杆，一般會比前桅要矮。
  - 分段：mizzen-mast lower、mizzen topmast、mizzen topgallant mast[4]

## 外部連結
- Rigging
- Boatdesign （页面存档备份，存于）
- In-Arch.net: The Development of the Square-Rigged Ship from the Carrack to the Full-Rigger